# Rasmussen
Йонас Флодагер Расмуссен (дан. Jonas Flodager Rasmussen; нар. 28 листопада 1985, Віборг, Данія) — данський актор та співак, відомий як Rasmussen. Представник Данії на пісенному конкурсі Євробачення 2018 з піснею «Higher Ground», де зайняв 9-е місце.

## Біографія
Народився у Віборгу та проживає в Ланзі. Вивчав драматургію та музику в Орхуському університеті та працює вчителем у Школі виконавської майстерності Віборга та в Орхуській школі театрального навчання.
Расмуссен є лідером та вокалістом кавер-бенду Hair Metal Heröes. Грав ролі у мюзиклах «Вестсайдська історія», «Оренда», «Знедолені».
10 лютого 2018 року виграв національний відбів на Євробачення 2018 з піснею «Higher Ground».

## Дискографія

### Сингли
- «Higher Ground» (2018)
- «Go Beyond» (2019)
- «Stand By Each Other» (2021)